# Большой пикник (фильм, 1981)
Большой пикник, другое название Большая маёвка (пол. Wielka majówka) — польский художественный фильм, комедия 1981 года.

## Сюжет
Юлек поссорился с пожарными из своей деревни и сбежал от них в большой город. В городе встретил Рысека, который тоже сбежал из дома с сумкой полной денег. Он нашёл их в холодильнике соседа и забрал, но не знает, что теперь с ними делать. Итак, Юлек помогает младшему товарищу потратить деньги и узнать все прелести жизни.

## В ролях
- Ян Пехоциньский — Юлек
- Збигнев Замаховский — Рысек
- Рышард Котыс — отец Рысека
- Роман Клосовский — Владислав Конопас, владелец украденного миллиона
- Лех Ордон — комендант милиции
- Чеслав Воллейко — Радомир Корш-Умельский, начальник «Лаборатории экспрессии тела»
- Кшиштоф Ковалевский — председатель Слива
- Казимеж Брусикевич — государственный чиновник
- Ян Прохыра[пол.] — коммерсант
- Анджей Красицкий — сообщник коммерсанта
- Джек Рекниц — Джерри Лишка
- Ежи Крышак[пол.] — Птак
- Анна Мочковская — Агнешка
- Эва Вишневская — мать Агнешки
- Ежи Карашкевич[пол.] — отец Агнешки
- Ольга Яцковская[пол.] — роковая певица
- Гражина Шаполовская — проститутка в гостинице
- Мариуш Бенуа — жених, продавец в салоне моды
- Сильвестр Мацеевский[пол.] — вор калориферов
- Магда Целювна — кассирша в зоопарке
- Богдан Эймонт[пол.] — защитник Рысека и Юлека
- Ханна Орштынович — официантка в вокзальном баре
- Людвик Пак и др.